# Friends (álbum de The Beach Boys)
Friends es el decimocuarto álbum de estudio lanzado por The Beach Boys en 1968, y fue el único material nuevo editado durante aquel año. Tuvo muy bajas ventas alcanzando llegando al pico en el n.º 126 en las listas de Billboard en Estados Unidos. Por lo que fue el peor desempeño del grupo hasta ese momento. En el Reino Unido, el álbum tuvo mucho más éxito, alcanzando su punto máximo en el número 13. Se editó un solo sencillo, "Friends" con "Little Bird" como lado B, que alcanzó el n.º 47 en los Estados Unidos y el n.º 25 en el Reino Unido.
Muchas de las canciones del álbum fueron inspiradas por la Meditación Trascendental y las recientes interacciones del grupo con el Maharishi Mahesh Yogi. Fue el tercer álbum consecutivo en acreditar a "The Beach Boys" como productor en lugar de Brian Wilson, y el primero en contar con importantes contribuciones a la composición de canciones de Dennis Wilson. A su vez fue el primer álbum de la banda en ser editado en estéreo únicamente

## Antecedentes
El 15 de diciembre de 1967, los Beach Boys se encontraron con Maharishi Mahesh Yogi en una Gala de Variedades de UNICEF en París, Francia. Encantado por sus enseñanzas, Mike Love se unió a The Beatles en la India para estudiar la Meditación Trascendental bajo la guía del Maharishi durante dos semanas. En su ausencia, los restantes Beach Boys y miembros selectos de la Wrecking Crew comenzaron a grabar el álbum en el estudio de Brian Wilson. A mediados de marzo, Love regresó de su retiro y contribuyó a las siguientes sesiones vocales, con pistas sobre el breve "Meant for You", que abre el álbum, y "Anna Lee, the Healer", que se inspiró en su tiempo en la India.

## Historia
Friends se grabó principalmente en el estudio de Brian Wilson. El periodista musical Brian Chidester llamó a Friends uno "en una serie de álbumes de lo-fi" de los Beach Boys. El columnista Joel Goldenburg cree que el álbum de producción ligera fue lo más cercano a lo que el grupo llegó al sunshine pop, un género que ellos habían influenciado pero que nunca habían abrazado por completo.
La composición comenzó en febrero de 1968 cuando Mike Love un reciente creyente de la Meditación trascendental, se marchó en un viaje de dos semanas a India junto a The Beatles y Donovan para estudiar mejor la TM con su nuevo maestro Maharishi Mahesh Yogi. En su ausencia los Beach Boys restantes, Brian Wilson, Dennis Wilson, Carl Wilson, Al Jardine y -ahora un miembro oficial- Bruce Johnston grabaron la mayor parte de Friends con miembros seleccionados de The Wrecking Crew. Para las notas de la portada del CD, Brian recordó que "tenía algo bueno en mi cabeza". Las cosas malas que me habían pasado habían pasado factura y era libre de descubrir cuánto había crecido a través del dolor emocional que se había cruzado en mi camino. Yo, aún más, tenía en mente el amor espiritual para mis fanáticos y la gente en general... Creo que el sonido de Beach Boys estaba evolucionando desde el principio... Intento que suene simple, sin importar cuán complejo sea realmente".
El álbum comienza con la introducción de 38 segundos titulada "Meant for You". La segunda canción, "Friends", fue arreglada y coescrita por Brian, pero también fue acreditada a Carl, Dennis y Al Jardine. "Wake the World" fue la primera colaboración "verdadera" entre Brian y Jardine, y también ha sido nombrada por Brian como su composición favorita del álbum: "Era tan descriptivo de cómo me sentía acerca del dramático cambio del día a la noche". "Passing By" no tiene palabras, pero fue escrito originalmente con la letra "Mientras caminaba por la avenida / me detuve para echar un vistazo" en ti / Y entonces vi / Estás pasando por aquí". La sección del puente de la canción "Little Bird" incorpora elementos de "Child is father of the man", una canción inédita de su álbum inacabado SMiLE. Brian no recibió ningún crédito en "Little Bird", supuestamente para que Dennis Wilson y Stephen Kalinich pudieran recaudar más regalías.
Brian dijo: "Dennis nos dio 'Little Bird', lo que me dejó alucinado porque estaba llena de espiritualidad. Era un fruto tardío como un fabricante de la música. Tuvo una vida pesada, pero su música era tan sensible como la de cualquiera. "Busy Doin' Nothin'", es una canción de bossa nova, fue una de varias canciones autobiográficas de la vida de Brian en esta época, y también un ejemplo singular de él reclutando músicos de sesión como lo hizo entre 1964 y 1966. El historiador de música Peter Reum comentó que partes de la penúltima canción "Diamond Head" son "reminiscentes de algunas de las músicas más pictóricas de SMiLE".

## Lanzamiento y recepción
Friends alcanzó el número n.º 13 en las listas de Reino Unido, pero no tuvo tanto éxito en los Estados Unidos, alcanzando un pico en el puesto n.º 126, una indicación del declive de la popularidad de la banda en ese momento. El grupo canceló veintítres conciertos que tenían en el Singer Bowl de Nueva York, tras solo vender 800 entradas cuando la capacidad del sitio era de 16.000. En un artículo contemporáneo, el periodista musical Gene Sculatti consideró el trabajo de Friends "su mejor" hasta ahora, y se refirió a él como "la culminación de los esfuerzos y los resultados de sus últimos tres LP ... La inocencia característica y las visiones algo infantiles impartidas a su música se aplican directamente al tema del álbum: las amistades. ... Es otro escaparate de lo que es la música rock más original y tal vez la más satisfactoria en la actualidad". Escribiendo en Rolling Stone, Arthur Schmidt dijo: "Todo en el primer lado es genial ... Escucha una vez y podrías pensar que este álbum no está en ninguna parte. Pero es realmente en un lugar muy especial, y después de media docena de escuchas, puedes estar allí".
El álbum ha recibido críticas generalmente favorables. Rolling Stone escribió: "Si usted puede olvidarse de pistas cursis aspirantes-hippie como "Wake the World" y "Transcendental Meditation", el álbum es magnífico, con momentos destacados como "Meant for You", una de las mejores voces de Mike Love y "Busy Doin' Nothin'", una mezcla de samba en la que [Brian] Wilson da detalles de su vida confinado en casa". AllMusic Richie Unterberger escribió: "La producción y las armonías se mantuvieron agradablemente idiosincrásicas, pero había poca sustancia en el corazón de la mayoría de las canciones. La ironía era que SMiLE había colapsado, en parte, porque algunos de los Beach Boys sentían que con las inclinaciones cada vez más vanguardistas de [Brian] Wilson, ellos perderían su audiencia pop; sin embargo, para el momento de "Friends", los Beach Boys habían hecho un buen trabajo al perder a la mayoría de la audiencia al retirarse a un enfoque menos experimental y más grupal".
En una entrevista con Uncut, Brian Wilson citó a Friends como uno de sus cinco álbumes favoritos de The Beach Boys.

## Lista de canciones
| Lado A | |                                                          |          |  |
| N.º    | Título | Vocalista principal                                      | Duración |  |
| 1.     | «Meant for You» (Brian Wilson y Mike Love)                                                                   | Mike Love                                                | 0:38     |  |
| 2.     | «Friends» (Brian Wilson, Carl Wilson, Dennis Wilson y Al Jardine)                                            | Carl Wilson                                              | 2:30     |  |
| 3.     | «Wake the World» (Brian Wilson y Al Jardine)                                                                 | Brian Wilson y Carl Wilson                               | 1:28     |  |
| 4.     | «Be Here in the Mornin'» (Brian Wilson, Carl Wilson, Mike Love, Dennis Wilson y Al Jardine)                  | Al Jardine [con voz apurada], Brian Wilson y Carl Wilson | 2:16     |  |
| 5.     | «When a Man Needs a Woman» (Brian Wilson, Dennis Wilson, Carl Wilson, Al Jardine, Steve Korthof y Jon Parks) | Brian Wilson                                             | 2:06     |  |
| 6.     | «Passing By» (Brian Wilson)                                                                                  | Brian Wilson y Al Jardine                                | 2:23     |  |

| Lado B |                                                                    |                           |          |  |
| N.º    | Título                                                             | Vocalista principal       | Duración |  |
| 1.     | «Anna Lee, the Healer» (Brian Wilson y Mike Love)                  | Mike Love                 | 1:51     |  |
| 2.     | «Little Bird» (Dennis Wilson y Steve Kalinich)                     | Dennis Wilson             | 1:57     |  |
| 3.     | «Be Still» (Dennis Wilson y Steve Kalinich)                        | Dennis Wilson             | 1:22     |  |
| 4.     | «Busy Doin' Nothin'» (Brian Wilson)                                | Brian Wilson              | 3:04     |  |
| 5.     | «Diamond Head» (Al Vescovo, Lyle Ritz, Jim Ackley y Brian Wilson)  | Instrumental              | 3:37     |  |
| 6.     | «Transcendental Meditation» (Brian Wilson, Mike Love y Al Jardine) | Brian Wilson y Al Jardine | 1:49     |  |

## Créditos
The Beach Boys
- Mike Love – vocal[8]
- Brian Wilson – vocal,[8] órgano en "Be Still";[1]
- Carl Wilson – vocal[8]
- Dennis Wilson – vocal[8]
- Al Jardine – vocal[8]
- Bruce Johnston – vocal[8]

Músicos de sesión
- Jim Gordon – batería en "Be Here in the Morning"[8]
- Murry Wilson – voz baja en "Be Here in the Morning"[19]
- no especificado – bajo eléctrico, armónica de bajo, batería, glockenspiel, armónica, percusión, tuba[8]
- Stephen Desper – ingeniero

## Reediciones
En la versión australiana de Friends aparece "Good Vibrations" en reemplazo de "Diamond Head" en el lado B.
La versión japonesa de Friends tiene añadida "Do It Again" como la primera canción del lado B.
Friends fue adjuntado con 20/20 en CD, además de incluir canciones inéditas de la época.